# 津田信任
津田 信任（つだ のぶとう/のぶたか）は、戦国時代から安土桃山時代にかけての武将、大名。豊臣氏の家臣。通称は与左衛門、左近将監。諱は信秋（のぶあき）とも言う。

## 略歴
津田信勝（盛月）の長男として誕生。津田氏は勝幡織田氏庶流で、一説には織田信長の従甥にあたると云う。
羽柴秀吉（豊臣秀吉）に家臣として長浜城主時代から仕え、天正元年（1573年）に黄母衣衆（大母衣衆）に任じられた。
文禄2年（1593年）、父の死去により家督を継いだが、山城国三牧城主として3万5,000石を領した。
しかし同年または翌年、伏見醍醐、山科における洛外千人斬り事件の犯人として逮捕された。死罪になるところであったが、父の多年の功績に免じて死一等を減じ、所領（御牧藩の前身）を没収、改易された。剃髪出家して長意と号して、前田利家（または利光）に身柄を預けられて加賀国金沢に幽室蟄居となった。没年不明。
結局、家督は弟・信成が1万3,000石に減封された上で相続した。